# 佐倉市立青菅小学校
佐倉市立青菅小学校（さくらしりつあおすげしょうがっこう）は、千葉県佐倉市宮ノ台1丁目に所在する公立小学校。

## 沿革
- 1986年（昭和61年）4月1日 - 佐倉市立青菅小学校が開校する。

## 通学区域
【出典】
- 青菅
- 先崎
- 先崎干拓
- 井野1〜107
- 宮ノ台1丁目〜6丁目
- 西ユーカリが丘1丁目

## 著名な出身者
- 小林慶祐（プロ野球選手）